# Jürgen
Jürgen ist eine deutsche Nebenform des männlichen Vornamens Georg – Widmungen an den Heiligen Georg finden sich daher auch unter St. Jürgen.

## Verbreitung
Die Beliebtheit des Namens Jürgen stieg ab Anfang der 1910er Jahre steil an. Von der Mitte der dreißiger Jahre bis zum Ende der Fünfziger war der Name ununterbrochen einer der zehn meistvergebenen Jungennamen. Dann begann seine Popularität zunächst langsam, ab der Mitte der Siebziger deutlich zu sinken. Heute werden kaum noch Jungen Jürgen genannt.
Auch in früheren Jahrhunderten war Jürgen bekannt. Es scheint sich bei dem Namen um eine Variation von Georg zu handeln, die im 20. Jahrhundert wieder „modern“ wurde. In Kirchenbüchern lässt sich der Name mindestens schon in der ersten Hälfte des 18. Jahrhunderts nachweisen.
Am 26. Dezember 1848 schrieb Albert Lortzing, Komponist und Texter zahlreicher damals sehr beliebter komischer Opern (Zar und Zimmermann, Der Wildschütz) in einem Brief an einen Freund über den Direktor des vor der Pleite stehenden Theaters an der Wien: „für Jürgen ist mir gar nicht bange u.s.w.“. Lortzing zitiert ein Gedicht des damals ebenfalls sehr populären Christian Fürchtegott Gellert Der sterbende Vater: „Für Görgen ist mir gar nicht bange / der kommt durch seine Dummheit fort“. Es ist aufschlussreich, wie hier das Wort „fort“ verstanden wird (s. „Fortschritt“) und wie schon in dieser ersten Erwähnung „Jürgen“ als nördliche Variante von „Georg“ genutzt wird.

## Varianten
Unter den zahlreichen Varianten und Sprachformen ist Hans-Jürgen die am häufigsten anzutreffende Doppelform.
Die polnische Entsprechung des Namens ist Jerzy, die russische Juri oder Jurij. Die dänische und norwegische Form ist Jørgen.
Im westfälischen Raum existieren Variationen des Nachnamens mit Zusätzen, die in der Vergangenheit der regionalen Unterscheidung gedient haben dürften. Dazu zählen etwa Bergjürgen (entspr. Jürgen vom Berg) und Hovenjürgen (entspr. Jürgen vom Hof). Zudem kommt hier der Nachname Hasenjürgen vor. Bekannte Namensträger sind beispielsweise die Soziologin Brigitte Hasenjürgen oder der nordrhein-westfälische Staatssekretär Josef Hovenjürgen.

## Namenstag
Namenstag ist der 23. April (siehe Georg).

## Namensträger

### Vorname

#### Ohne Nachname
- Jürgen († 1558), deutscher Wanderprediger

#### A
- Jürgen Alberts (* 1946), deutscher Schriftsteller

#### B
- Jürgen Bartsch (1946–1976), deutscher Serienmörder
- Jürgen Becker (* 1959), deutscher Kabarettist
- Jürgen Blätzinger (* 1948), deutscher Arzt und Sanitätsoffizier
- Jürgen Blin (1943–2022), deutscher Schwergewichtsboxer
- Jürgen Blum (* 1956), deutscher Vielseitigkeitsreiter
- Jürgen Brodwolf (* 1932), schweizerischer Bildhauer und Objektkünstler

#### C
- Jürgen Cieslak (1942–2025), deutscher Ofensetzer und ehrenamtlicher Denkmalpfleger
- Jürgen Croy (* 1946), deutscher Fußballtorhüter

#### D
- Jürgen Dietz (1941–2015), deutscher Fastnachts-Büttenredner
- Jürgen Domian (* 1957), deutscher Autor, Journalist und Moderator
- Jürgen Drews (* 1945), deutscher Schlagersänger

#### E
- Jürgen Eichhorn (* 1942), deutscher Mathematiker und Hochschullehrer
- Jürgen Engert (1936–2021), deutscher Journalist
- Jürgen Engler (* 1960), deutscher Musiker und Musikproduzent

#### F
- Jürgen Feucht (* 1952), deutscher Automobilrennfahrer
- Jürgen Fitschen (* 1948), deutscher Bankmanager
- Jürgen Fleck (* 1960), deutscher Schachspieler, -autor und -komponist
- Jürgen Fliege (* 1947), deutscher Pfarrer und Fernsehmoderator
- Jürgen Flimm (1941–2023), deutscher Regisseur
- Jürgen Fuchs (1950–1999), deutscher Schriftsteller und Bürgerrechtler
- Jürgen Fuchs (* 1965), deutscher Motorradrennfahrer

#### G
- Jürgen Gosch (1943–2009), deutscher Theaterregisseur
- Jürgen Grabowski (1944–2022), deutscher Fußballspieler
- Jürgen Graf (1927–2007), deutscher Journalist
- Jürgen Graf (1951–2025), Schweizer Holocaustleugner
- Jürgen-Peter Graf (* 1952), deutscher Richter

#### H
- Jürgen Haase (* 1945), deutscher Filmproduzent
- Jürgen Haase (* 1945), deutscher Langstreckenläufer
- Jürgen Haase (* 1958), deutscher Schauspieler
- Jürgen Habermas (* 1929), deutscher Soziologe und Philosoph
- Jürgen Hambrecht (* 1946), deutscher Industriemanager (BASF SE)
- Jürgen Hasler (* 1973), liechtensteinischer Skirennläufer
- Jürgen Hentsch (1936–2011), deutscher Schauspieler
- Jürgen Hingsen (* 1958), deutscher Zehnkämpfer

#### J
- Jürgen Jenisy (* 1991), österreichischer Poolbillardspieler
- Jürgen Joedicke (1925–2015), deutscher Architekt, Architekturtheoretiker und Hochschullehrer
- Jürgen Jürgens (1925–1994), deutscher Chorleiter und Dirigent

#### K
- Jürgen Klinsmann (* 1964), deutscher Fußballspieler und Fußballtrainer
- Jürgen Klopp (* 1967), deutscher Fußballtrainer
- Jürgen Kluckert (1943–2023), deutscher Schauspieler und Synchronsprecher
- Jürgen Kohler (* 1965), deutscher Fußballspieler
- Jürgen Körner (1939–2021), deutscher Physiker und Hochschullehrer
- Jürgen Körner (* 1943), deutscher Diplom-Psychologe, Psychoanalytiker und Hochschullehrer
- Jürgen Körner (* 1953), deutscher Fußballspieler
- Jürgen Krämer (1939–2011), deutscher Arzt und Hochschullehrer
- Jürgen Krause (* 1956), deutscher Handballspieler und Handballtrainer
- Jürgen Kuczynski (1904–1997), deutscher Historiker und Wirtschaftswissenschaftler
- Jürgen Kuttner (* 1958), deutscher Kulturwissenschaftler und Moderator

#### L
- Jürgen Ladenburger (1955–2009), deutscher Drehbuchautor und Filmregisseur
- Jürgen Lang (* 1943), deutscher Romanist und Hochschullehrer
- Jürgen P. Lang (* 1964), deutscher Politikwissenschaftler
- Jürgen Lederer (* 1943), deutscher Schauspieler, Regisseur und Festspielintendant
- Jürgen von der Lippe (* 1948), deutscher Komiker und Fernsehmoderator

#### M
- Jürgen Mai (* 1951), deutscher Schauspieler und Regisseur
- Jürgen von Manger (1923–1994), deutscher Komiker und Kabarettist
- Jürgen Marcus (1948–2018), deutscher Schlagersänger
- Jürgen Marlow (1922–2001), deutscher Architekt
- Jürgen Meixensberger (* 1956), deutscher Neurochirurg
- Jürgen Milski (* 1963), deutscher Sänger und Fernsehmoderator
- Jürgen Moll (1939–1968), deutscher Fußballspieler
- Jürgen Möllemann (1945–2003), deutscher Politiker
- Jürgen Molsen (1936–2025), deutscher Brigadegeneral
- Jürgen Moltmann (1926–2024), deutscher evangelischer Theologe
- Jürgen Münster (1818–1875), deutscher Kaufmann und Politiker

#### N
- Jürgen Neuhaus (1941–2022), deutscher Automobilrennfahrer und Unternehmer
- Jürgen Neukirch (1937–1997), deutscher Mathematiker
- Jürgen Nöldner (1941–2022), deutscher Fußballspieler
- Jürgen Nührenberg (* 1942), deutscher Plasmaphysiker, Hochschullehrer

#### O
- Jürgen Oelschläger (1969–2004), deutscher Motorradrennfahrer
- Jürgen Oppermann (* 1947), deutscher Unternehmer und Autorennfahrer
- Jürgen Owczarzak (* 1954), deutscher Fußballspieler und -trainer

#### P
- Jürgen Paape, deutscher Techno-Musiker
- Jürgen Peter (* 1956), deutscher Sozial- und Politikwissenschaftler
- Jürgen Peter (eigentlich Jürgen Peter Schäfer), deutscher Schlagersänger
- Jürgen Peters (* 1944), deutscher Gewerkschafter (IG Metall)
- Jürgen Ponto (1923–1977), deutscher Bankier
- Jürgen Prochnow (* 1941), deutscher Schauspieler

#### R
- Jürgen Räuschel (1936–2005), deutscher Journalist und Verleger
- Jürgen Renfordt (* 1955), deutscher Schlagersänger und Moderator
- Jürgen Röber (* 1953), deutscher Fußballspieler und -trainer
- Jürgen Rochlitz (1937–2019), deutscher Wissenschaftler und Politiker
- Jürgen Roland (1925–2007), deutscher Filmregisseur
- Jürgen Roßmann (* 1954), deutscher Mathematiker und Hochschullehrer
- Jürgen Rühle (1924–1986), deutscher Schriftsteller, Journalist und Fernsehredakteur
- Jürgen Ruland (* 1966), deutscher Immunologe, Onkologe und Hochschullehrer
- Jürgen Rüttgers (* 1951), deutscher Politiker

#### S
- Jürgen Saalmann (* 28. Mai 1970), deutscher Gitarrist und Komponist
- Jürgen Salzwedel (1929–2020), deutscher Rechtswissenschaftler, Hochschullehrer
- Jürgen Schmidt (1938–2004), deutscher Schauspieler
- Jürgen Schmude (1936–2025), deutscher Politiker
- Jürgen Schneider (* 1934), deutscher Bauunternehmer
- Jürgen Schrempp (* 1944), deutscher Manager
- Jürgen Schumann (1940–1977), deutscher Pilot
- Jürgen Schwarz (* 1940), deutscher Autor
- Jürgen Schweikardt (* 1980), deutscher Handballspieler, -trainer und -manager
- Jürgen Serke (1938–2024), deutscher Journalist und Schriftsteller
- Jürgen Sparwasser (* 1948), deutscher Fußballspieler
- Jürgen Spohn (1934–1992), deutscher Grafiker
- Jürgen vom Stein (* 1961), deutscher Jurist, Landesarbeitsgerichts-Präsident
- Jürgen Stolzenberg (* 1948), deutscher Philosoph und Hochschullehrer
- Jürgen Strube (* 1939), deutscher Industriemanager (BASF)
- Jürgen Sturm (* 1954), deutscher Musiker
- Jürgen Sundermann (1940–2022), deutscher Fußballspieler und -trainer

#### T
- Jürgen Tarrach (* 1960), deutscher Filmschauspieler
- Jürgen Todenhöfer (* 1940), deutscher Politiker und Publizist
- Jürgen Trittin (* 1954), deutscher Politiker

#### V
- Jürgen Vietor (* 1942), deutscher Pilot
- Jürgen Vogel (* 1968), deutscher Schauspieler
- Jürgen Volkert (* 1962), deutscher Wirtschaftswissenschaftler

#### W
- Jürgen Warnke (1932–2013), deutscher Politiker
- Jürgen Weber (1928–2007), deutscher Bildhauer
- Jürgen Weber (1941–2025), deutscher Manager
- Jürgen Weber (1953–2015), deutscher Polizeibeamter
- Jürgen Wegmann (* 1964), deutscher Fußballspieler
- Jürgen Werner (1935–2002), deutscher Fußballspieler
- Jürgen Werner (* 1961), österreichischer Fußballspieler und Spielervermittler
- Jürgen Werner (* 1963), deutscher Drehbuchautor

#### Z
- Jürgen Zöllner (* 1945), deutscher Politiker (SPD)

### Zweiter Vorname und Doppelnamen
- Bernd-Jürgen Marschner, deutscher Ruderer
- Frank-Jürgen Weise (* 1951), deutscher Manager
- Hans-Jürg von Kalckreuth (1915–1988), deutscher Generalmajor des Heeres der Bundeswehr
- Hans-Jürgen Bäumler (* 1942), deutscher Eiskunstläufer
- Hans Jürgen Diedrich (1923–2012), deutscher Schauspieler und Kabarettist
- Hans-Jürgen Diehl (* 1940), deutscher Maler
- Hans-Jürgen Greif (* 1941), Romanist deutscher Herkunft, in Kanada wirkend
- Hans-Jürgen Kreische (* 1947), deutscher Fußballspieler
- Hans-Jürgen Kühl (* 1949), deutscher Karambolagespieler
- Hans-Jürgen Kürsch (* 1966), deutscher Sänger der Metalband Blind Guardian
- Hans-Jürgen Meyer (1949–2023), deutscher Pfarrer
- Hans-Jürgen Möller (* 1945), deutscher Hochschulprofessor für Psychiatrie
- Hans-Jürgen Nierentz (1909–1995), deutscher Schriftsteller und Fernsehintendant in der Zeit des Nationalsozialismus
- Hans-Jürgen Rennack (* 1942), deutscher Brigadegeneral des Heeres der Bundeswehr
- Hans-Jürgen Rösner, deutscher Bankräuber und Geiselnehmer
- Hans-Jürgen Wischnewski (1922–2005), deutscher Politiker
- Klaus-Jürgen Bremm (* 1958), deutscher Militärhistoriker, Publizist und Offizier
- Klaus-Jürgen Grünke (* 1951), ehemaliger deutscher Radrennfahrer
- Klaus-Jürgen Hedrich (1941–2022), deutscher Politiker (CDU)
- Klaus-Jürgen Holzapfel (1930–2025), deutscher Verleger
- Klaus-Jürgen Schulz (* 1960), deutscher Schachspieler
- Klaus-Jürgen Wrede (* 1963), deutscher Spieleautor
- Klausjürgen Wussow (1929–2007), deutsch-österreichischer Schauspieler und Synchronsprecher
- Sven-Jürgen Hasper (* 1965), deutscher Schauspieler, Synchronsprecher, Dialogregisseur und Dialogbuchautor

### Nachname
- Alex Jürgen (* 1976), österreichischer Intersex-Aktivist
- Anna Jürgen (1899–1988/1989), deutsche Jugendbuchautorin
- Klaus Jürgen-Fischer (1930–2017), deutscher Maler, 1983–1995 Professor für Malerei an der Johannes Gutenberg-Universität Mainz
- Michael Jürgen (* 1973), deutscher Fußballspieler
- Wolfgang Jürgen (* 1949), deutscher Regisseur, Produzent, Schauspieler und Synchronsprecher

## Asteroid
Nach Jürgen Rahe ist der Asteroid (3537) Jürgen benannt.